# جغرافیای بریتانیا

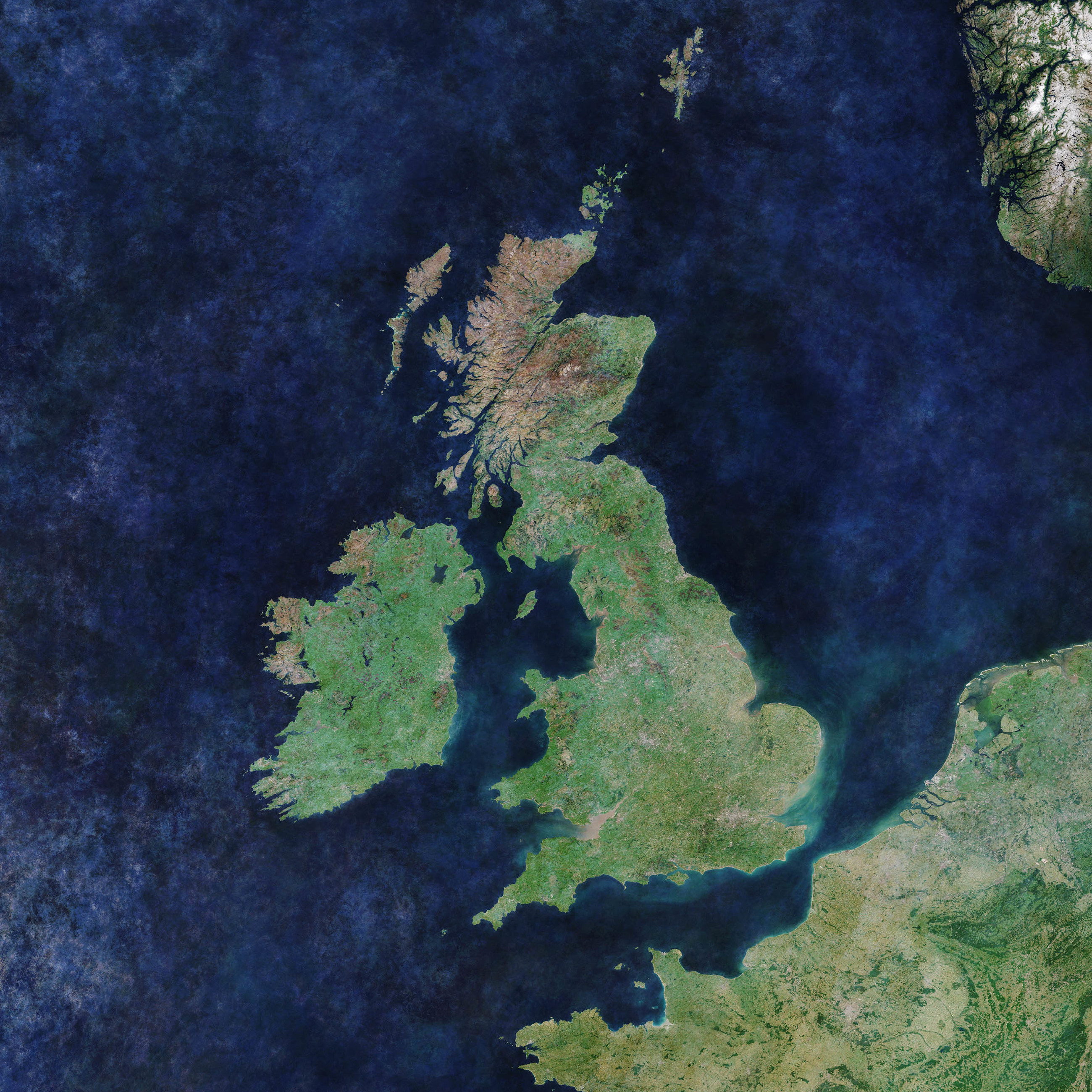
بریتانیا

بریتانیا یا پادشاهی متحد بریتانیای کبیر و ایرلند شمالی (به انگلیسی: United Kingdom of Great Britain and Northern Ireland و به اختصار: UK) کشوری است واقع در اروپای غربی و به پایتختی شهر لندن. این کشور از چهار بخش تشکیل شده‌است: سه بخش آن کشورهای باستانی انگلستان و اسکاتلند و ولز هستند که روی‌هم بریتانیای کبیر را تشکیل می‌دهند. بخش چهارم ایرلند شمالی است که در جزیره ایرلند قرار دارد. پادشاهی متحد توسط اقیانوس اطلس از غرب و شمال، دریای شمال در شرق، کانال مانش در جنوب و دریای ایرلند در غرب احاطه شده است.
بریتانیا توسط حکومت سلطنت مشروطه مبتنی بر نظام پارلمانی به مرکزیت شهر لندن اداره می‌شود. این سرزمین از چهار کشور: انگلستان، اسکاتلند، ولز و ایرلند شمالی تشکیل شده. سه کشور اخیر دارای دولت‌های محلی هستند که با حدود اختیارات مختلف در چهار پایتخت به نام‌های ادینبرو، کاردیف و بلفاست اداره می‌شوند. هر چند جزایر گرنزی، جرزی و من تحت حمایت پادشاهی متحد هستند ولی جزو آن به شمار نمی‌روند. پادشاهی متحد دارای چهارده سرزمین آن سوی دریا است. این سرزمین‌ها بقایای امپراتوری بریتانیا هستند.

## جغرافیا

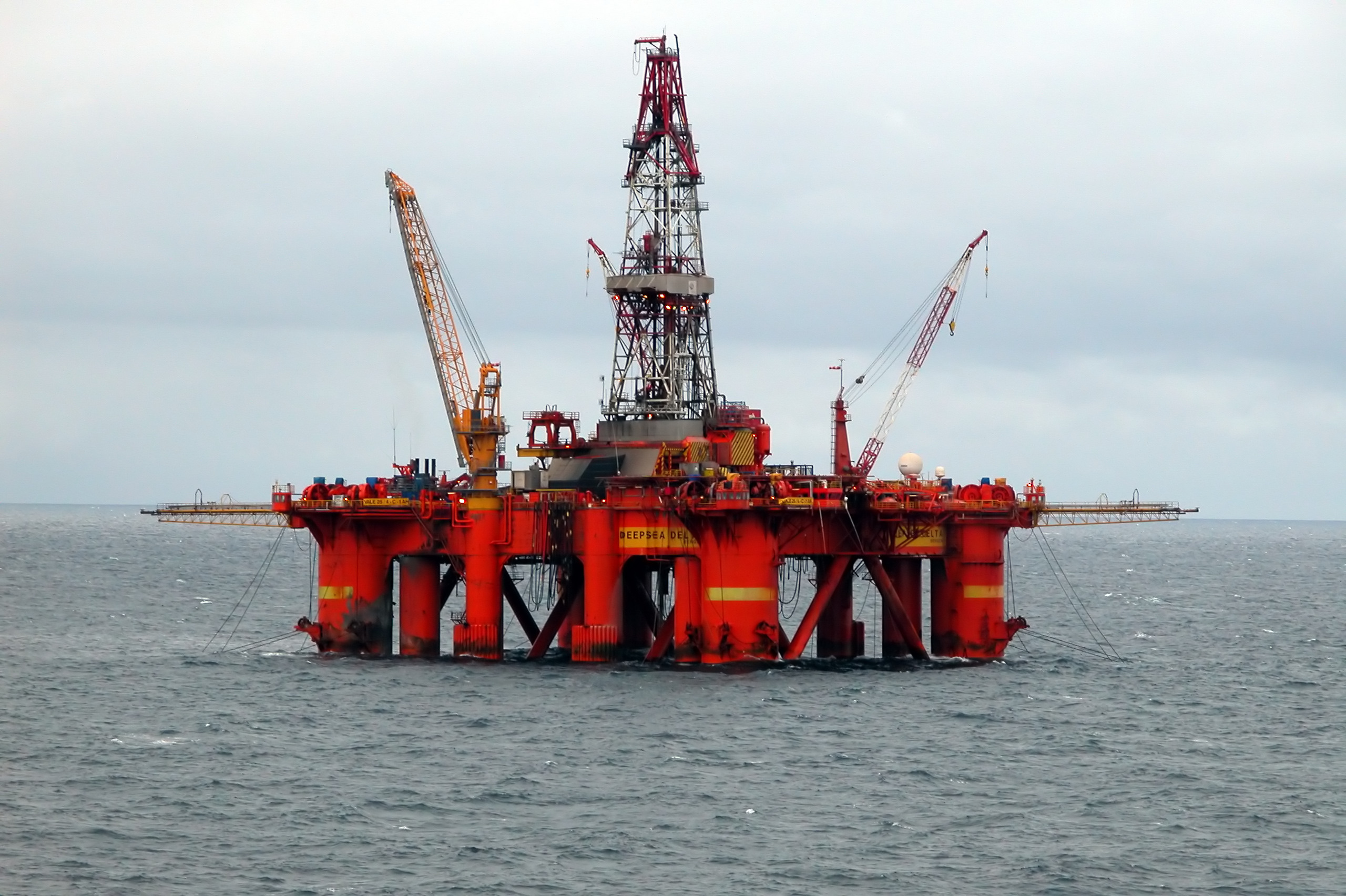
سکوی حفاری شرکت بی‌پی در دریای شمال

بریتانیا در سواحل شمال غربی اروپا واقع شده‌است و توسط دریای شمال از شبه جزیره اسکاندیناوی و هلند، و توسط کانال مانش از فرانسه جدا می‌گردد. این کشور از دو شبه جزیره اصلی تشکیل شده است؛ جزیره اصلی و بزرگ‌تر «بریتانیای کبیر» نامیده می‌شود و شامل اسکاتلند، ولز و انگلستان (انگلند) است. جزیرهٔ دیگر «ایرلند» است که توسط دریای ایرلند از بریتانیای کبیر جدا می‌شود و شامل ایرلند شمالی (در شمال) و جمهوری ایرلند (در جنوب) می‌باشد. جمهوری ایرلند (ایرلند جنوبی) یک کشور مستقل و عضوی از اتحادیه اروپا است و بخشی از کشور بریتانیا محسوب نمی‌شود.
آب و هوای بریتانیا، مرطوب و معتدل بوده، و میانگین دما در تابستان بین ۱۷ تا ۱۳ درجه و در زمستان بین ۷ تا ۵ درجه سانتی گراد متغیر است. میزان بارندگی سالانه در نوسان بوده، و در اطراف «منطقه دریاچه» (Lake District) بالاترین میزان را دارد.

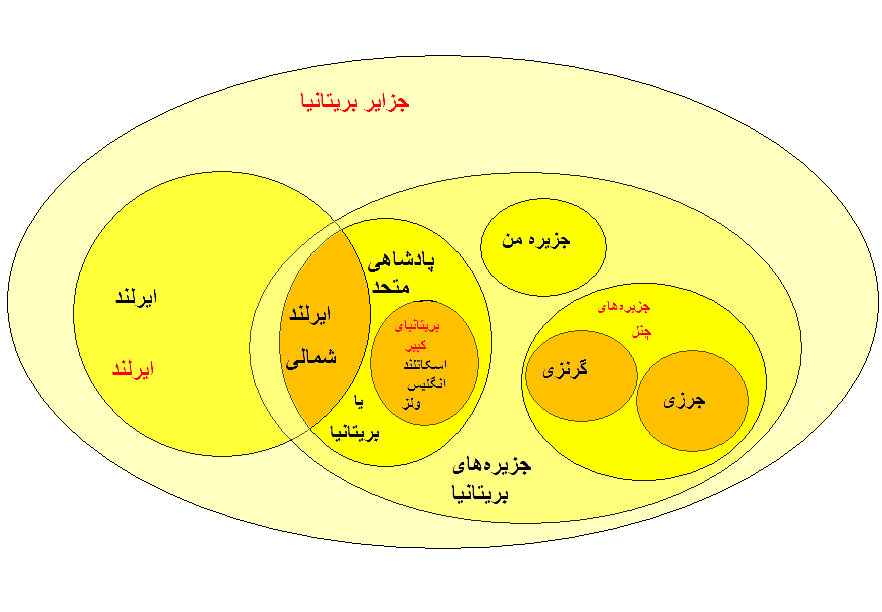
قواعد نامگذاری جزایر بریتانیا

۷۶ درصد زمین‌های بریتانیا زیر کشت هستند، و اگرچه عده کمی از جمعیت این کشور به کشاورزی مشغول هستند، اما تولیدات آنها، علاوه بر تأمین نیازهای داخلی، به خارج نیز صادر می‌شوند. محصولات مهم کشاورزی بریتانیا عبارت‌اند از: گندم – جو – سیب زمینی – گوجه فرنگی – نیشکر و سبزیجات. این کشور دارای چراگاههای دائمی زیادی است که در آنها گوسفند، گاو، خوک و طیور پرورش می‌یابد. در اقتصاد بریتانیا، صیادی و جنگلداری جایگاه ویژه‌ای دارد. ذخایر معدنی آن شامل: زغال سنگ که در صنعت تولید برق بکار می‌رود؛ نفت و گاز طبیعی که در مراکز صنعتی، تجاری و مسکونی به مصرف می‌رسند، و منیزیم، فسفات – مس و آنتیموان است. صادرات این کشور که شامل: گوشت – لبنیات – کالاهای الکترونیکی - ماشین آلات صنعتی - اتومبیل - کشتی – قطعات و موتور هواپیما - غلات – تنباکو و نفت می‌باشد. بریتانیا از خدمات یک شبکه حمل و نقل بسیار گسترده بهره مند است.

## شهرهای بزرگ

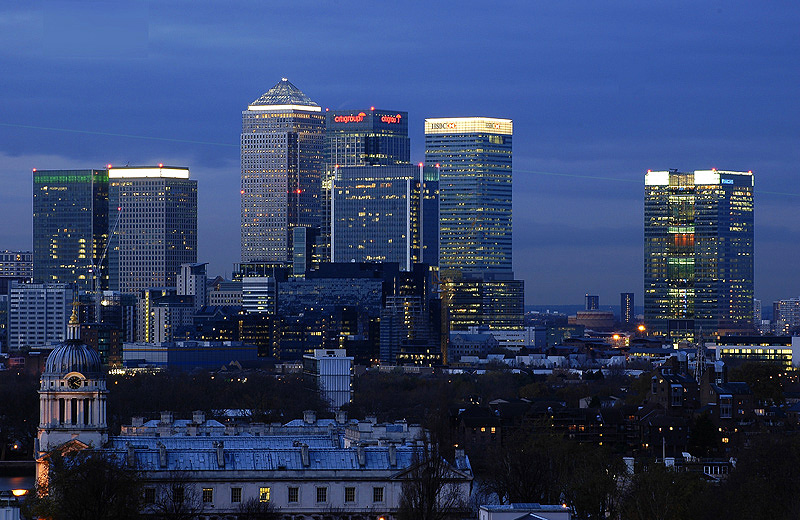
نمایی از مراکز تجاری کاناری وارف در شهر لندن که بزرگ‌ترین شهر بریتانیا و مرکز تجاری اروپا است.

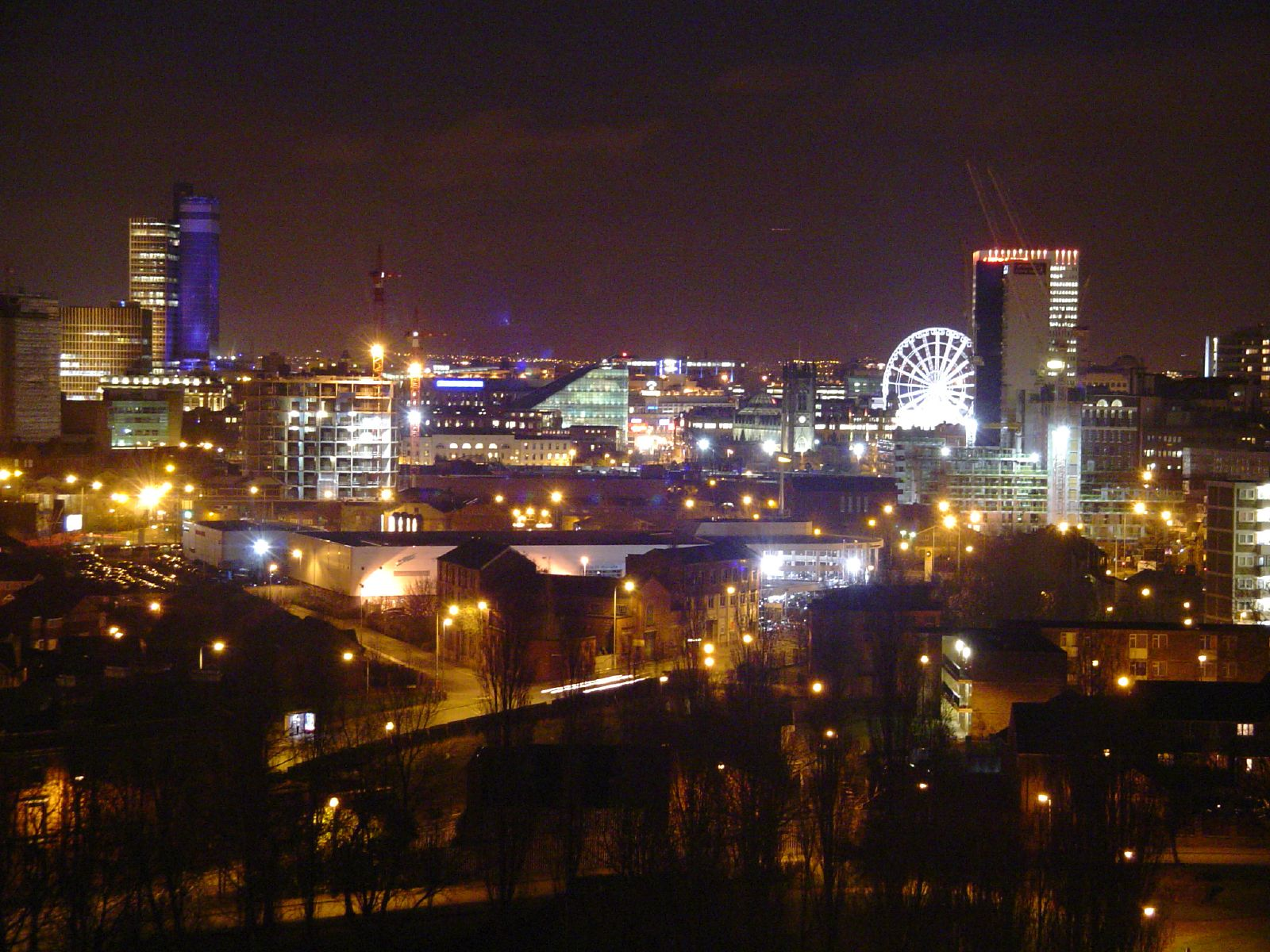
نمایی از مرکز شهر منچستر در شب.

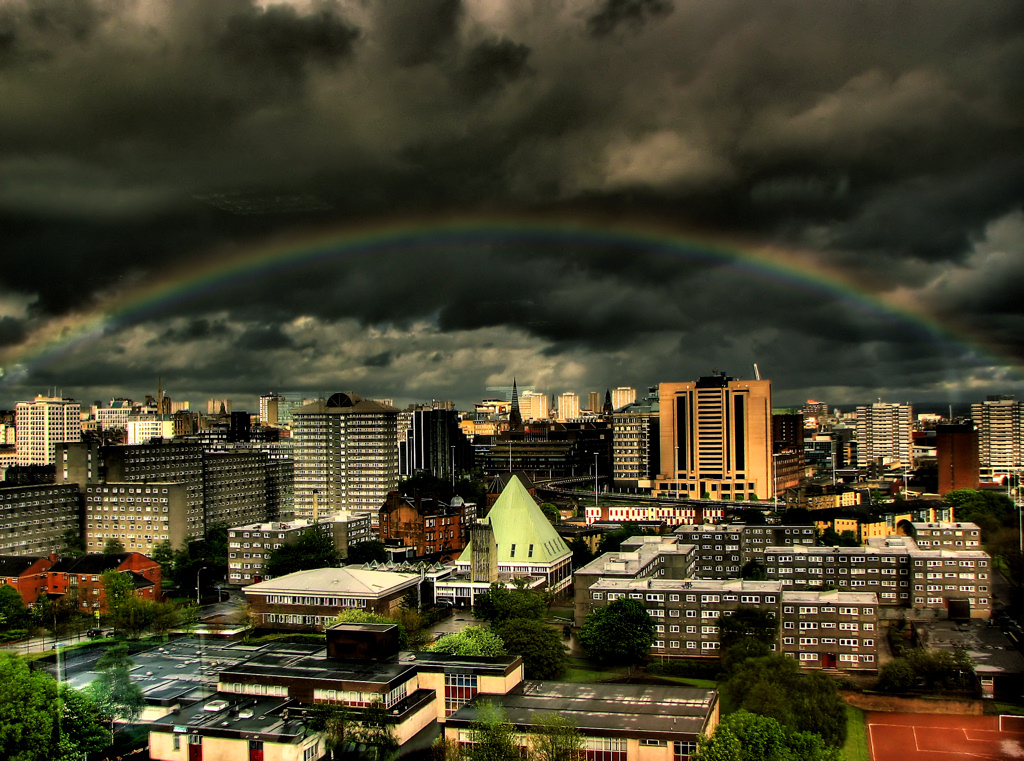
نمایی از منطقه فینیستون در شهر گلاسگو.

تقسیمات کشوری در پادشاهی متحد بریتانیای کبیر و ایرلند شمالی دارای مراکز زیر هستند:
- لندن: مرکز انگلستان (انگلند) و هم‌زمان پایتخت کل کشور پادشاهی متحد
- ادینبرا (ادینبورگ): مرکز اسکاتلند
- کاردیف: مرکز ولز
- بلفاست: مرکز ایرلند شمالی

شهر لندن پایتخت و پرجمعیت‌ترین شهر پادشاهی متحد است. جدول زیر ده شهر پرجمهیت پادشاهی متحد را به همراه «جمعیت شهر» و «جمعیت شهر+حومه» نشان می‌دهد:
| رتبه | شهر       | جمعیت در محدوده شهری | جمعیت با احتساب حومه | جمعیت با احتساب حومه | رتبه     | منطقه |           |           |   |          |
| ---- | --------- | -------------------- | -------------------- | -------------------- | -------- | ----- | --------- | --------- | - | -------- |
| رتبه | شهر       | جمعیت در محدوده شهری | ۱                    | لندن                 | رتبه     | منطقه | ۷٬۱۷۲٬۰۹۱ | ۸٬۵۰۵٬۰۰۰ | ۱ | انگلستان |
| ۲    | بیرمنگهام | ۹۷۰٬۸۹۲              | ۲٬۲۸۴٬۰۹۳            | ۲                    | انگلستان |       |           |           |   |          |
| ۳    | گلاسگو    | ۶۲۹٬۵۰۱              | ۱٬۱۶۸٬۲۷۰            | ۵                    | اسکاتلند |       |           |           |   |          |
| ۴    | لیورپول   | ۴۶۹٬۰۱۷              | ۸۱۶٬۲۱۶              | ۶                    | انگلستان |       |           |           |   |          |
| ۵    | لیدز      | ۴۴۳٬۲۴۷              | ۱٬۴۴۹٬۴۶۵            | ۴                    | انگلستان |       |           |           |   |          |
| ۶    | شفیلد     | ۴۳۹٬۸۶۶              | ۶۴۰٬۷۲۰              | ۷                    | انگلستان |       |           |           |   |          |
| ۷    | ادینبرا   | ۴۳۰٬۰۸۲              | --                   | ۹                    | اسکاتلند |       |           |           |   |          |
| ۸    | بریستول   | ۴۲۰٬۵۵۶              | ۵۵۱٬۰۶۶              | ۸                    | انگلستان |       |           |           |   |          |
| ۹    | منچستر    | ۳۹۴٬۲۶۹              | ۲٬۲۴۴٬۹۳۱            | ۳                    | انگلستان |       |           |           |   |          |
| ۱۰   | لِستِر      | ۳۳۰٬۵۷۴              | --                   | ۱۰                   | انگلستان |       |           |           |   |          |